# Іноуйсьце
Іноуйсьце (пол. Inoujście, нім. Ihnamünde) — село в Польщі, у гміні Ґоленюв Голеньовського повіту Західнопоморського воєводства. У селі ніхто не проживає, останній мешканець покинув село у 1999 році.